# Рабинович, Матвей Самсонович
Матвей Самсонович Рабинович (20 февраля 1919 года, Казань — 20 мая 1982 года, Москва) — российский физик, доктор физико-математических наук, лауреат Сталинской и Ленинской премий.

## Биография
После окончания физического факультета МГУ (1941) работал на заводе.
С 1945 аспирант (ученик Е. Л. Фейнберга) и младший научный сотрудник теоретического отдела ФИАН СССР, с 1948 старший научный сотрудник в лаборатории В. И. Векслера.
Кандидат (1948), доктор физико-математических наук (1955), профессор (1959).
В 1960 организовал и пожизненно заведовал лабораторией физики плазмы ФИАН. Одновременно преподавал в МГПИ.
Открыл явление аномального поглощения СВЧ-излучения в пространственно неоднородной плазме вблизи критической плотности и эффект генерации ускоренных частиц.
Автор трудов по физике плазмы, управляемому термоядерному синтезу, взаимодействию излучения с плазмой. Под его руководством создан первый высокоэффективный плазменный источник мощного когерентного электромагнитного излучения с перестраиваемой частотой.
Один из организаторов и бессменный заместитель председателя совета журнала «Физика плазмы» АН СССР.
Умер в результате тяжёлой болезни на 64-м году жизни. Похоронен на Головинском кладбище.

## Семья
- Жена — Ольга Исаевна Коломийцева, в 1960-е и 1970-е годы сотрудник редакции, а затем зам. гл. редактора журнала "Химия и Жизнь". 
  - Дочь — Мария Матвеевна Рабинович, в замужестве Кузнецова, научный сотрудник Института космических исследований АН СССР, затем сотрудник  Центра космических полётов Годдарда в городе Гринбелт (Мэриленд), США.

## Награды
- Сталинская премия второй степени (1951) за участие в разработке проекта, изготовления оборудования и спуска синхротрона
- Ленинская премия (1959) за создание синхрофазотронов на 10 000 000 000 эВ
- три ордена